# Авестийски език
Авести́йският ези́к е древен ирански език. Авестийски език е езикът на сборника от свещени зороастрийски текстове Авеста (стперс. Apastag). В граматическо и фонетично отношение текстът на някои дялове от Авеста (Гата, Gatha, или Песнопение) представлява най-архаичната форма на иранска реч от гледна точка на индоевропейското сравнително-историческо езикознание. Авестийските текстове не са датирани, но тъй като част от тях разкриват по-архаична степен на развитие от староперсийските клинописни надписи, то съставянето на Авеста би следвало да се отнесе не по-късно от средата на първото хилядолетие преди Христа.

## Възникване на сборника Авеста
Не е възможно да се определи достоверно времето и мястото на съчиняването на химните на Авеста, тъй като Авеста не е еднороден паметник. Тя е резултат от многовековно наслояване на текстове от различни епохи и географска принадлежност, което следва да се има предвид при езиковия ѝ анализ. Най-архаичните елементи от Авеста (персонажи, устойчиви словосъчетания или откъси) възлизат към периода на индо-арийска езикова общност. Староиндийските политеически митологически вярвания са запазени в хилядите ведически химни заради непрекъсната богослужебна традиция, докато староиранската митологическа традиция е била изцяло променена с възникването на зороастризма.
Зороастризмът отначало отричал всякакви старинни политеистични традиции и вярвания, поставяйки на първо място култа към върховното божество Ахура Мазда, олицетворяващо доброто. Химните в прослава на Ахурамазда са запазени в Гатите, чието авторство е приписвано на Заратустра. Авторството на Заратустра се приема за безспорно, тъй като е установено, че част от Гатите наистина е съчинена от едно и също лице. Въпреки че зороастризмът възниква с цел да изкорени древните политеистични вярвания, разпространението му е съпроводено с неизбежен компромис със старите вярвания. Така древните ирански божества постепенно се преобразуват в спътници на Ахура Мазда, а част от техните химни попадат в новите зороастрийски химни.
Освен Гатите, Авеста съдържа богослужебни текстове, исторически предания – това е пъстра смес от текстове с различно съдържание, възникнали по различно време, и предавани по устен път от поколение на поколение, в различни диалектни среди. Голяма част от второразредните текстове претърпява значителна промяна, бидейки приспособяване към произношението на съответните диалекти на зороастрийските жреци.
Според зороастрийската традиция Заратустра е родом от Бактрия, в източните покрайнини на иранския свят. Оттам новата религия се разпространява на запад, първоначално в Мидия (стперс. Mada), откъдето произлизат и много зороастрийски жреци. Въпреки това не може да се твърди, че част от Авеста отразява влиянието на мидийския език. С изключение на Гатите (където жреците са се старали да запазят звученето на думите на Заратустра максимално близо до „оригинала“), нито една част от Авеста не може да бъде отнесена към определена епоха или област. Тъй като измененията на текста не са успели да го приближат към говоримия език на зороастрийските жреци, Авеста постепенно се е превърнала в паметник на един мъртъв, изцяло богослужебен език. Затова по-късните добавки към текста са съчинени на един вече мъртъв език с всички произлизащи от това последствия.
Кога е направена първоначалната кодификация на текста на Авеста не е установено със сигурност. През сасанидския период (към края на IV век) е извършена вторична кодификация, като е изобретена специална писменост за Авеста на основата на пехлевийската писменост (вариант на арамейската) – тогава сборът текстове получава името Авеста (стперс. apastag) и е съпроводен от коментари на средноперсийски език (срперс. zand). Тези коментари са от огромно значение за разчитането на текста. Тази писменост е създадена за нуждите на един вече мъртъв език и е трудно да се възстанови фонетичната стойност на транскипцията на авестийския текст.
След исламизацията на Иран започва упадъкът на зороастрийската традиция. Зороастрийските общности не могат да поддържат целият обем богослужебни текстове, преписват се и се наизустяват само най-употребяваните в богослужението текстове. Най-старите ръкописи на Авеста датират от края на XIII век. Предполага се, че днес е запазена около една четвърт от първоначалния обем текстове. Авестийският език е съхранил своето значение на култов език на зороастризма сред парсите в Иран и Индия (щата Гуджарат).

## Състав на Авеста
- Ясна (Богослужение) – съдържа най-архаичната част от Авеста, Гатите
- Виспрат, допълнение към Ясна
- Видевдат (Закон против злите)
- Яшт (химни на отделни божества)
- Хуртак Апастак (Малка Авеста, сборник от молитви за всекидневното богослужение)
- кратки текстове и откъси, запазени в различни средноперсийски съчинения

## Граматика
Авестийският език е синтетичен. Запазено е индоевропейското именно склонение.